# Sajdevo
Sajdevo (en macédonien Саждево) est un village du centre de la Macédoine du Nord, situé dans la municipalité de Krouchevo. Le village comptait 393 habitants en 2002.

## Démographie
Lors du recensement de 2002, le village comptait :
- Albanais : 184
- Turcs : 207
- Autres : 2